# Cordula von Schönau

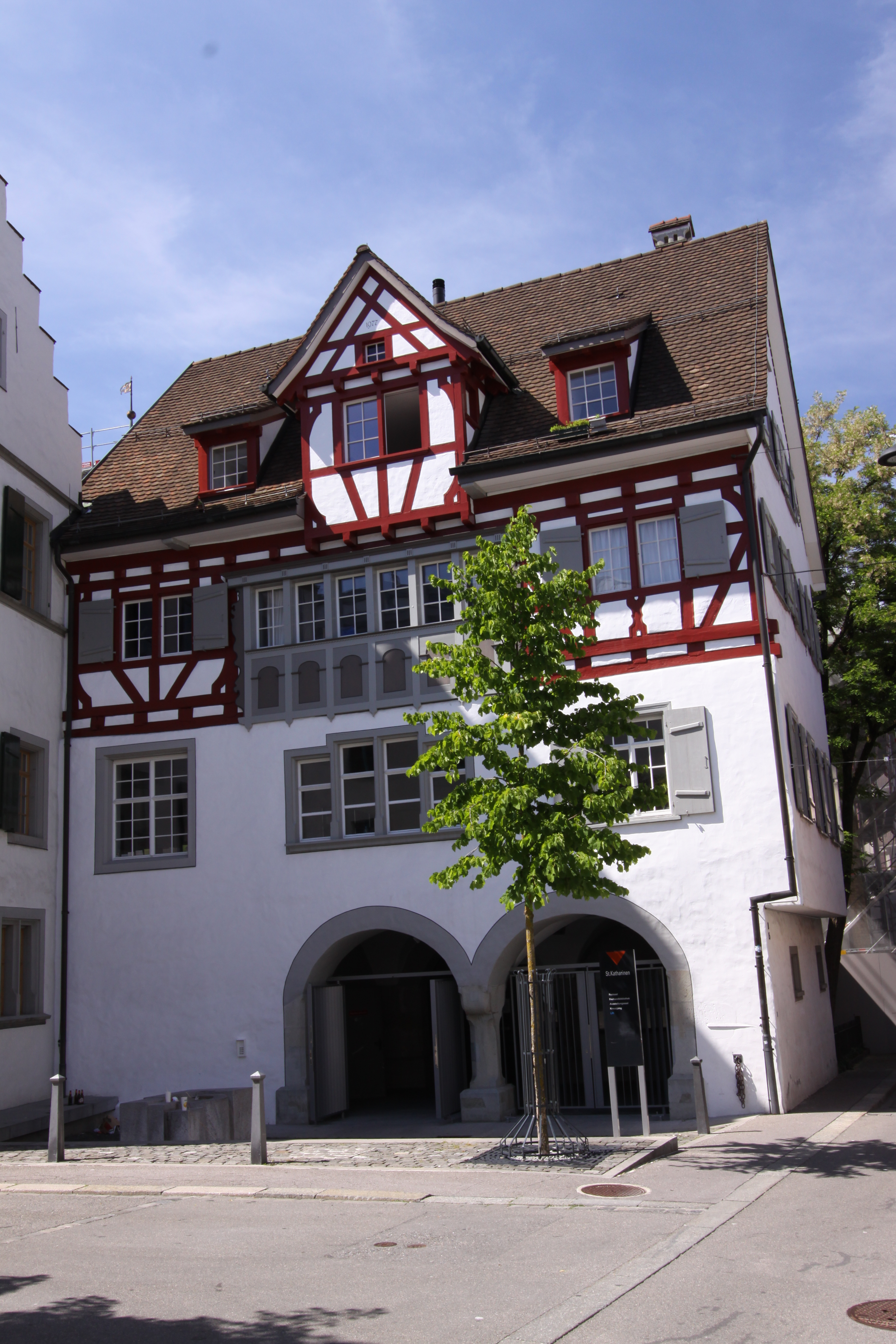
Konventgebäude von St. Katharina, 2011

Cordula von Schönau (* vor 1470; † (nach) 1504) war eine Schreiberin im Dominikanerinnenkloster St. Katharina in St. Gallen.

## Wirken
Cordula von Schönau stammte aus einer Patrizierfamilie, die zur Stadtzürcher Constaffel gehörte. Im Jahr 1492 wurde sie erstmals als Konventualin von St. Katharina erwähnt. Sie gilt als «kompetente Schreiberin», die mit liturgischen Handschriften befasst war und an der Chronik des Konvents mitwirkte. Zwölf Jahre später wurde sie letztmals in St. Gallen erwähnt.
Der Ordensprovinzial entsandte von Schönau 1498 in das Konstanzer Kloster Zoffingen, wo sie ihren Reformauftrag zur vollen Zufriedenheit erfüllte. Sie versah dort das Amt der Novizen- und Gewandmeisterin. Zudem war sie an der Erstellung der «Zoffinger Handschriften» beteiligt.

## Belege
1. 1 2  Simone Mengis: Cordula von Schönau. In: Historisches Lexikon der Schweiz.  24. Februar 2006.

| Personendaten    | Personendaten                           |
| ---------------- | --------------------------------------- |
| NAME             | Schönau, Cordula von                    |
| KURZBESCHREIBUNG | Schweizer Dominikanerin und Schreiberin |
| GEBURTSDATUM     | vor 1470                                |
| STERBEDATUM      | nach 1504                               |